# Goregrind
El goregrind (también conocido como grindgore o pathological grindcore) es un subgénero del grindcore con influencias del death metal.
Se puede situar su comienzo con la banda británica Carcass y con los estadounidenses Impétigo, ambos en el mundo de la música desde finales de la década de 1980. Carcass empleaba objetos médicos y otras imágenes viscerales que pudiesen conferir una atmósfera gore en sus comienzos, desviándose de la temática política que tenían muchas de las bandas de hardcore punk y grindcore del momento.
El goregrind se caracteriza por el uso de voces muy graves a menudo desplazadas una octava por debajo para dar una atmósfera aún más terrorífica. Esta técnica ha sido muy usada por Last Days of Humanity (en todas sus voces) y por otras bandas afines, quienes usan un pitch shifter, creando una atmósfera opresora similar a la de las películas de terror en sus personajes diabólicos o poseídos. Pero los primeros en hacer esto fueron Carcass, aunque lo hacían sólo en pocos momentos, alenando con growls de death metal y gritos agudos de grindcore. Esto transforma las letras en casi incomprensibles para el público, cuyos temas van desde la extrema violencia, putrefacción y muerte, hasta las violaciones y el sadomasoquismo. Algunas bandas, como GUT, centran su temática en la pornografía, y son catalogados a menudo como pornogrind, otros, como Gutalax emplean temas más escatológicos relacionados con la coprofagia. Los riffs de guitarra suelen ser muy rápidos y graves, dando la sensación de un ruido constante brutalmente pesado. Este género es considerado como la evolución más pesada y fuerte existente del punk.
Ejemplos de bandas de este género son Cumbia Gore, Haemorrhage, Carcass, Dead Infection, Exhumed, Last Days of Humanity, Machetazo y Lord Gore.